# Basutoland National Council

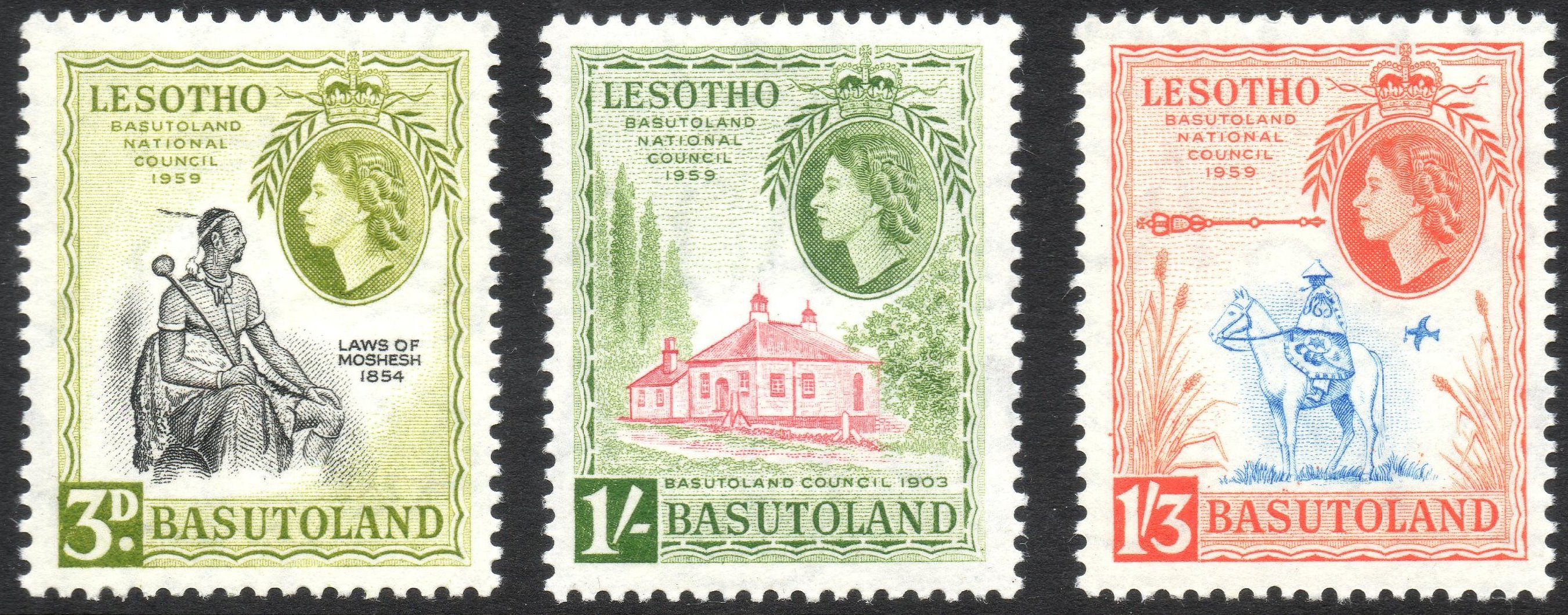
Briefmarken von 1959 mit Bezug zum BNC

Das Basutoland National Council (deutsch etwa: „Nationalrat von Basutoland“) war von 1903 bis 1965 die Vertretung der Basotho in der britischen Kronkolonie Basutoland. 

## Geschichte
Nach dem Gun War empfahl der britische Resident Commissioner 1884 als Ersatz für die landesweite Versammlung pitso ein Council of Chiefs, in dem die Chiefs über Themen der Basotho diskutieren könnten. Die Chiefs stimmten erst 1903 diesem Vorschlag zu und versammelten sich erstmals am 6. Juli 1903 sowie 1905 und 1908. Das Gremium wurde 1910 von den Briten anerkannt. Es wurden jährliche Treffen und eine Mitgliederzahl von 100 festgelegt. Der Paramount Chief ernannte 94 der Mitglieder, vor allem die ranghohen Chiefs. Der Resident Commissioner, der auch Präsident des BNC war, hatte ein Vetorecht und ernannte weitere fünf Mitglieder, anfangs vor allem gebildete Mitglieder der Basutoland Progressive Association (BPA).
Der Paramount Chief Lerotholi wünschte für das BNC eine legislative Funktion, die Kolonialbehörden und andere Chiefs widersprachen dem aber. Es wurden Themen wie die Verteilung der Steuergelder, Beschwerden und Ansichten der Basotho, örtliche Konflikte und Angelegenheiten der Sitten und Gebräuche debattiert. Der mögliche Anschluss Basutolands an die Südafrikanische Union wurde einmütig und über mehrere Jahrzehnte abgelehnt. Die Laws of Lerotholi wurden verabschiedet, galten aber als Sitten-Gesetze, nicht als Gesetze im eigentlichen Sinne.
1913 wurde vom BNC auf Antrag der BPA Moshoeshoe’s Day eingeführt, der an jedem 12. März an den Gründervater der Basotho-Nation, Moshoeshoe I., erinnern sollte. 1926 beantragten Vertreter von BPA und Lekhotla la Bafo vergeblich, dass das BNC nur noch zur Hälfte aus Chiefs und zur Hälfte aus gewählten Abgeordneten bestehen solle.
1943 richtete das BNC neun District Councils in neun Distrikten Basutolands ein. Dort wurde je ein Vertreter auf einer pitso gewählt, der Mitglied des BNC wurde. 1948 wurde die Zahl auf zwei und 1950 auf vier Vertreter je Distrikt erhöht. Weiteren Gruppen wie der BPA wurde je ein Sitz zuerkannt, so dass Anfang der 1950er Jahre 42 der 100 Mitglieder vom Volk gewählt waren oder von Interessengruppen außerhalb des Systems der Chiefs stammten. 1954 wies das BNC einen Vorschlag zurück, für die Rechtschreibung des Sesotho die in Südafrika übliche Form zu wählen. Bis heute werden in beiden Ländern unterschiedliche Orthografien verwendet. Ab den 1950er Jahren wurde dem BNC zusätzliche gesetzgebende Funktionen zugeteilt.
In den 1950er Jahren initiierte das BNC Reformen und führte auf den Weg zur Unabhängigkeit des Landes. 1958 akzeptierte es einen Bericht zur Verfassungsreform und zur Reform des Systems der Chiefs. 1960 fand die erste freie Wahl in Basutoland statt. Es durften aber nur Steuerzahler abstimmen, also fast keine Frauen. Die 1952 gegründete Basutoland Congress Party gewann die Wahl mit 36,2 Prozent der Stimmen, die ihr drei Viertel der durch Wahl zu vergebenden Sitze einbrachte, die ernannten Mitglieder des BNC behielten aber die Mehrheit und bestimmten vier Mitglieder, die für Landwirtschaft, das Bildungswesen, die lokale Verwaltung und das Arbeitswesen zuständig waren. Gemäß der 1965 verabschiedeten Verfassung wurde das BNC aufgelöst und nach der Wahl 1965 durch ein Zweikammersystem aus Nationalversammlung und Senat ersetzt.